# Мороз Геннадій Григорович
Генна́дій Григо́рович Моро́з (*27 березня 1975, Дніпропетровськ, Українська РСР, СРСР) — колишній український футболіст, півзахисник та захисник, виступав за національну збірну України.

## Клубна кар'єра
Вихованець дніпропетровських ДЮСШ та команди «Дніпро-75», перший тренер — Віталій Мусієнко. 
Професійну кар'єру розпочав також на Дніпропетровщині — у складі криворізького «Кривбаса» у першому чемпіонаті України 1992 року. Наступний сезон провів уже у дніпропетровському «Дніпрі», дебютувавши у матчах вищої ліги української першості 30 серпня 1992 року грою проти київського «Динамо» (поразка 1:2), у якій відзначився забитим голом.
На початку 1994 року перейшов до першолігової команди «ЦСКА-Борисфен», а ще за рік — до складу середняка австрійської бундесліги клубу «Адміра-Ваккер». 1996 року повернувся до України, знову грав за «Дніпро» та «Кривбас». Влітку 2000 року приєднався до київського «Динамо», однак не зміг закріпитися в основному складі столичного клубу, відігравши за 1,5 сезони лише в 10 матчах основної команди в чемпіонатах України.
На початку 2002 року втретє повернувся до Дніпропетровська, спочатку на постійній основі залучався до складу головної команди «Дніпра», але з початку 2004 через конфлікт з керівництвом клубу припинив потрапляти навіть до складу другої команди. На початку 2005 року як вільний агент приєднався до київської «Оболоні», у складі якої того ж року завершив професійну футбольну кар'єру.

## Виступи за збірну
1991 року відіграв 1 матч у складі олімпійської збірної СРСР. З 1992 року долучався до складу молодіжної збірної України, за яку виступав до 1997 року. 
Викликався до національної збірної України, у складі якої дебютував 9 жовтня 1999 року у вирішальній грі групового етапу відбору до чемпіонату Європи 2000 року проти збірної Росії (нічия 1:1). Усього протягом 1999—2002 років у формі збірної України провів 6 матчів.

## Досягнення
- Срібний призер чемпіонату України: 1992—1993 (у складі «Дніпра»);
- Бронзовий призер чемпіонату України: 1998—1999 та 1999—2000 (у складі «Кривбаса»);
- Тричі включався до переліку «33 найкращі футболісти України»: 1999, 2000, 2002;